# جازلین
جازلین (انگلیسی: Joslin) شرکت مراقبت سلامت آمریکایی است، که در سال ۱۹۵۲ تأسیس شد.